# 1981 en philosophie
Chronologie de la philosophie
- 1977
- 1978
- 1979
- 1980
- 1981
- 1982
- 1983
- 1984
- 1985

L’année 1981 a été marquée, en philosophie, par les événements suivants :

## Publications

### Rééditions
- François Bernier :  Voyage dans les États du Grand Mogol, Paris, Claude Barbin, 1671 ; Paris, Fayard, 1981  (ISBN 9782213009544)
- Thomas Hobbes : Léviathan (1651, en anglais), édition de C.B. Macpherson, Pelican Classics, Penguin Books, 1968, 1981.
  - Thomas Hobbes (trad. Gérard Mairet), Léviathan ou Matière, forme et puissance de l'État chrétien et civil, Paris, Gallimard, coll. « Folio essais », 2000, 1024 p. (ISBN 978-2-07-075225-6, présentation en ligne).
- Thomas More :  Écrits de prison, précédés de La Vie de Sir Thomas More (1555) par William Roper, choix et traduction par Pierre Leyris, Seuil, 1981 (1re éd. 1953) (OCLC 37207415).